# Мірошниченко Петро Опанасович

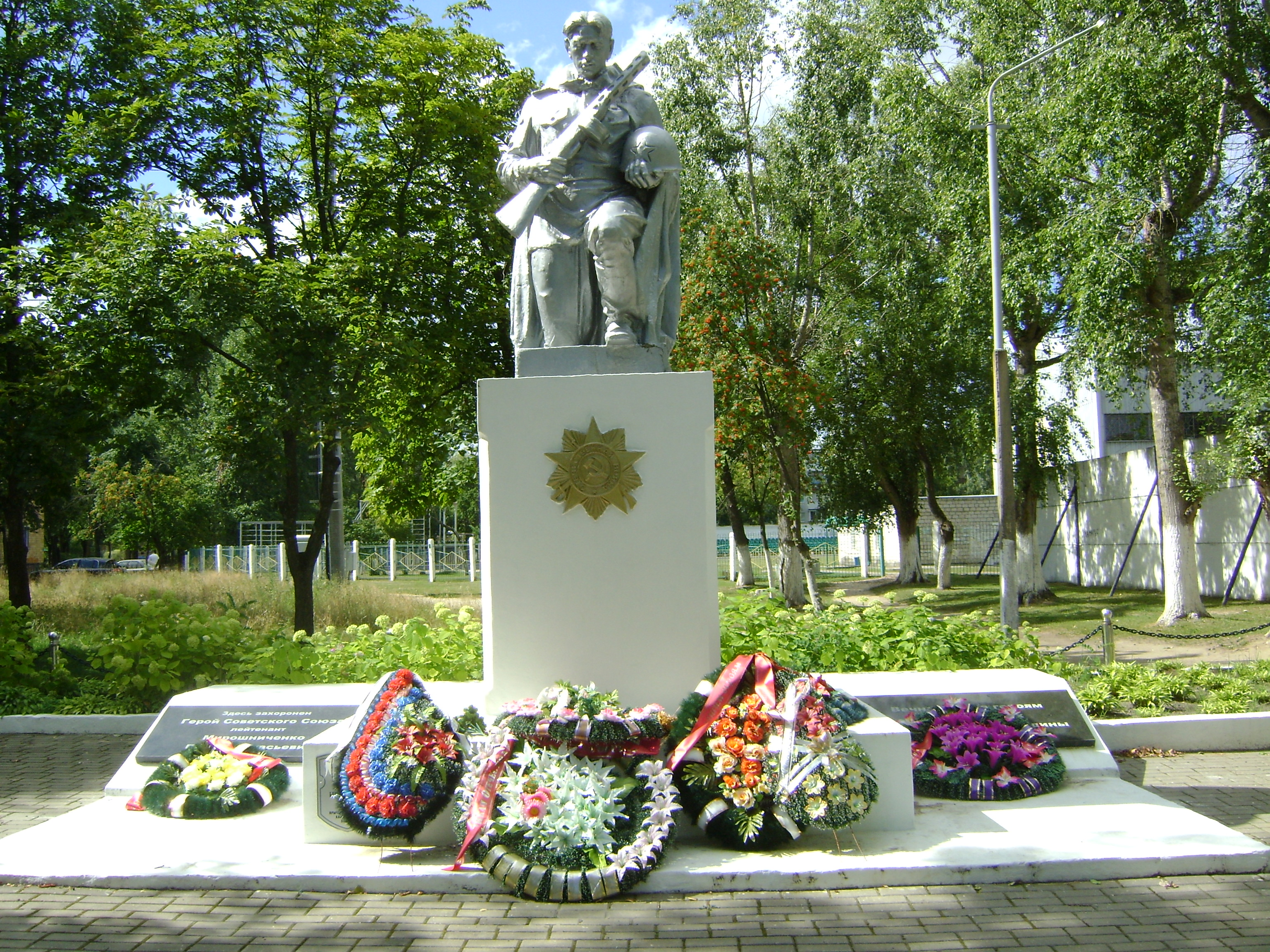
Братська могила в Світлогорську де похований Мірошниченко

Петро Опанасович Мірошниченко (1922—1944) — учасник Другої світової війни, командир взводу пішої розвідки 717-го стрілецького полку 170-ї стрілецької дивізії 48-ї армії 1-го Білоруського фронту, лейтенант, Герой Радянського Союзу (1944).

## Біографія
Народився в селі Запсілля нині Краснопільського району Сумської області.
Працював токарем на машинобудівному заводі в місті Суми. Член ВКП(б) з 1943 року.
У Червоній Армії з 1941 року. Учасник Другої світової війни з грудня 1941 року. У 1942 році закінчив курси молодших лейтенантів. Був двічі поранений.
Командир взводу розвідки лейтенант П. О. Мірошниченко в бою за село Печищи Паричского району (нині Свєтлогорський район, Гомельська область) закрив своїм тілом амбразуру ворожого дзоту.
Похований у місті Світлогорську в братській могилі радянських воїнів.

## Нагороди
- Указом Президії Верховної ради СРСР від 3 червня 1944 року за безприкладний подвиг в ім'я Вітчизни лейтенанту Мірошниченко Петру Опанасовичу присвоєно звання Героя Радянського Союзу (посмертно).
- Нагороджений орденом Леніна (посмертно) і медаллю «За відвагу».

## Пам'ять
- Ім'ям П. А. Мірошниченко названі вулиці в містах Жлобин, Мінськ, Світлогорськ.
- Його ім'я присвоєно піонерській дружині Светлогорской середньої школи № 1 та занесено в Книгу народної слави колгоспу «Прогрес» Світлогірської району.
- У д. Печищи Світлогірської району на будівлі клубу йому встановлена меморіальна дошка.
- Свєтлогорським міськкомом ЛКСМБ та міськкомом ДОСААФ заснований приз його імені переможцю змагання з мотокросу, міськкомом по фізкультурі і спорту — переможцям змагань з класичної боротьби, футболу та боксу.